# Gymnaster
Gymnaster là một chi thực vật có hoa trong họ Cúc (Asteraceae).

## Loài
Chi Gymnaster gồm các loài: